# Alpenkönig
Alpenkönig (* 1967; † 1997)  war ein Englisches Vollblutpferd. Er wurde auf dem Gestüt Schlenderhan von Tamerlane aus der Alpenlerche gezogen.

## Rennlaufbahn
Alpenkönig zeigte zu Beginn seiner Karriere zwar Talent, stand aber ganz im Schatten seines 4 cm größeren Stallgefährten Lombard. So gewann er als Zweijähriger den Junioren-Preis in Düsseldorf, unterlag aber im Preis des Winterfavoriten Lombard klar.
Als Dreijähriger wurde er im Union-Rennen hinter Octavio und Lombard nur Dritter, so dass er erst nach längerem Zögern vom Gestüt Schlenderhan zum Deutschen Derby nominiert wurde. Dort aber schlug seine große Stunde, als er den Favoriten Lombard kurz vor dem Ziel abfing und das Rennen gewann. Der Derby-Sieg war zwar glücklich, denn Lombard hatte bei einem Fehlstart viel Kraft verbraucht, aber der Bann war damit gebrochen. Bei Schlenderhan war Alpenkönig nun das erste Pferd im Stall. Er gewann den Großen Preis von Nordrhein-Westfalen und den Aral-Pokal, sein größtes Rennen lieferte er jedoch beim Großen Preis von Baden ab, als er sich gegen starke ausländische Konkurrenz bewähren musste. Seit 1962 hatte kein in Deutschland gezogenes Pferd mehr dieses Rennen gewonnen. Alpenkönig wurde beim Einbiegen in die Zielgerade von der Konkurrenz abgedrängt, konnte aber den enteilten Cortez noch kurz vor dem Ziel abfangen. Beim Preis von Europa sollte Alpenkönig wieder auf seinen Stallrivalen Lombard treffen. Er verletzte sich jedoch im vorbereitenden Training so schwer, dass seine Rennkarriere dadurch beendet wurde. 1970 wurde er vom Fernsehpublikum zum Galopper des Jahres gewählt.

## Zuchtlaufbahn
Auch als Deckhengst war Alpenkönig erfolgreich, 1978 und 1980 gewann er das Championat der Vaterpferde in Deutschland. Mit fast 30 Jahren erreichte er ein für Englische Vollblüter sehr hohes Alter.